# Hugh Roddin
Hugh Joseph Roddin (ur. 10 marca 1887 w Musselburgh, zm. 3 marca 1954 w Brooklynie) – brytyjski bokser. 
Zdobył brązowy medal w kategorii piórkowej na letnich igrzyskach olimpijskich w 1908 w Londynie.